# Casas de Don Pedro (ort)
Casas de Don Pedro är en ort i Spanien.   Den ligger i provinsen Provincia de Badajoz och regionen Extremadura, i den centrala delen av landet, 200 km sydväst om huvudstaden Madrid. Casas de Don Pedro ligger 376 meter över havet och antalet invånare är 1 658.
Terrängen runt Casas de Don Pedro är platt åt sydväst, men åt nordost är den kuperad. Runt Casas de Don Pedro är det glesbefolkat, med 10 invånare per kvadratkilometer. Närmaste större samhälle är Navalvillar de Pela, 11,9 km väster om Casas de Don Pedro. Trakten runt Casas de Don Pedro består till största delen av jordbruksmark.